# Pleumeur-Gautier
Pleumeur-Gautier is een gemeente in het Franse departement Côtes-d'Armor (regio Bretagne). De plaats maakt deel uit van het arrondissement Lannion. Pleumeur-Gautier telde op 1 januari 2022 1.186 inwoners.

## Geografie
De oppervlakte van Pleumeur-Gautier bedroeg op 1 januari 2022 18,99 vierkante kilometer; de bevolkingsdichtheid was toen 62,5 inwoners per km².
De onderstaande kaart toont de ligging van Pleumeur-Gautier met de belangrijkste infrastructuur en aangrenzende gemeenten.

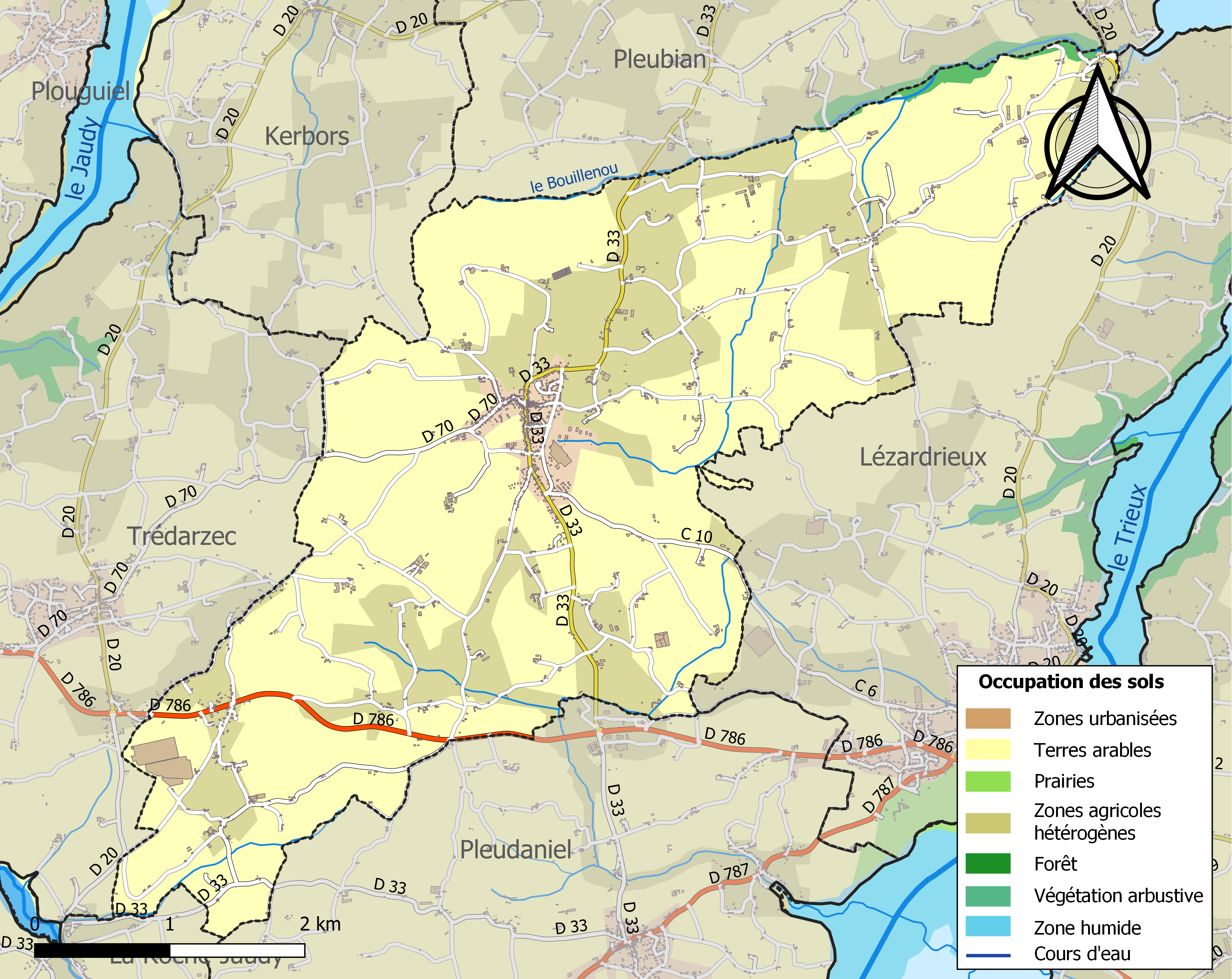

## Demografie
Onderstaande figuur toont het verloop van het inwonertal (bron: INSEE-tellingen).